# Ommatius drusus
Ommatius drusus là một loài ruồi trong họ Asilidae. Ommatius drusus được Oldroyd miêu tả năm 1970. Loài này phân bố ở vùng nhiệt đới châu Phi.